# Marktplatz (Calvörde)
Der Marktplatz ist der zentrale Platz im historischen Marktflecken Calvörde. Der Handels- und Treffpunkt ist erreichbar über die Wassertorstraße, die Kellerstraße, die Geschwister-Scholl-Straße und die Neustadtstraße.

## Geschichte

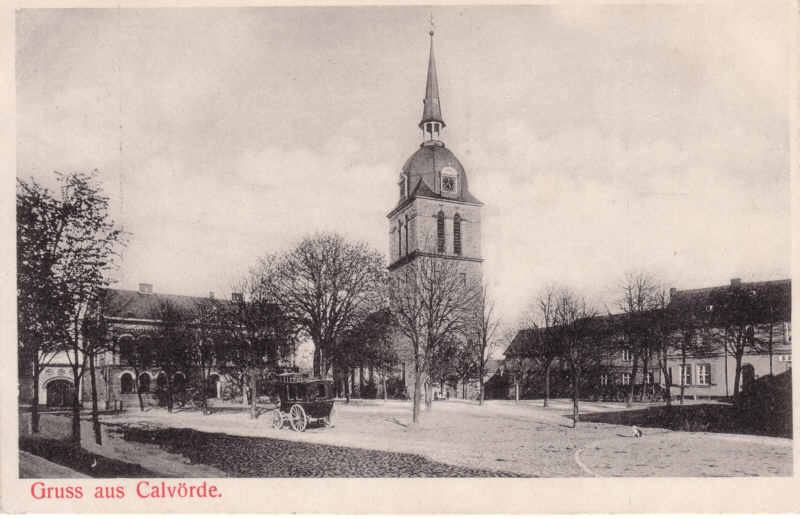
Der Calvörder Marktplatz um 1900

Im Jahr 1343 stand das erste Rathaus von Calvörde auf dem Marktplatz, welches 1492 abgebrannt ist. Auch die ganzen Kirchenvorgänger der heutigen St.-Georg-Kirche standen hier am Markt. Ebenso stand hier schon früh die erste Schule. Das Aussehen des Marktplatzes änderte sich in den letzten hundert Jahren 5-mal. Auf dem Platz wurden viele Märkte im Mittelalter abgehalten, da der Weg zur nächsten Stadt zu weit war und Calvörde im Amt Calvörde keinen direkten Anschluss ans Braunschweiger Kernland hatte. Der Platz war auch ein zentraler Punkt der Salzstraße (Frachtstraße) die von Leipzig über Calvörde nach Lüneburg führte.
Früher fanden vier große Viehmärkte auf dem Marktplatz statt.
Am 9. März 1913 wurde auf dem Marktplatz zur Hundertjahrfeier der Nationalen Befreiung (von 1813) gegen die napoleonischen Fremdherrschaft ein großes Fest veranstaltet, dazu wurde der heutige Große Gedenkstein mit einem Gewicht von 22 Tonnen errichtet. Er soll das Sinnbild deutscher Kraft und Stärke, deutschen Lebens und auch deutschen Sterbens für das Vaterland symbolisieren. Doch 1945 wurde ein Friedhof für die sowjetischen Gefallenen auf dem Marktplatz errichtet mit Obelisken, dazu wurde der Große Gedenkstein ins Erdreich befördert. 1986 errichtete man diesen Gedenkstein wieder an seinem Platz.

## Heute
Heute befindet sich am Marktplatz (rund 1090 m² groß), die St.-Georg-Kirche, die Brüder-Grimm-Schule, der Rathskeller und der Große Gedenkstein der zur Hundertjahrfeier der Nationalen Befreiung aufgestellt wurden. Heute finden immer noch nach Tradition Märkte statt. Im Jahr 1996 wurde die 800-Jahr-Feier des Marktfleckens auf dem Markt begangen. Seit dem 12. September 2009 ist der Marktplatz um ein Denkmal reicher, es wurden sechs Stolpersteine, vor dem ehemaligen Haus der jüdischen Familie Bloch, durch den Künstler Gunter Demnig verlegt.

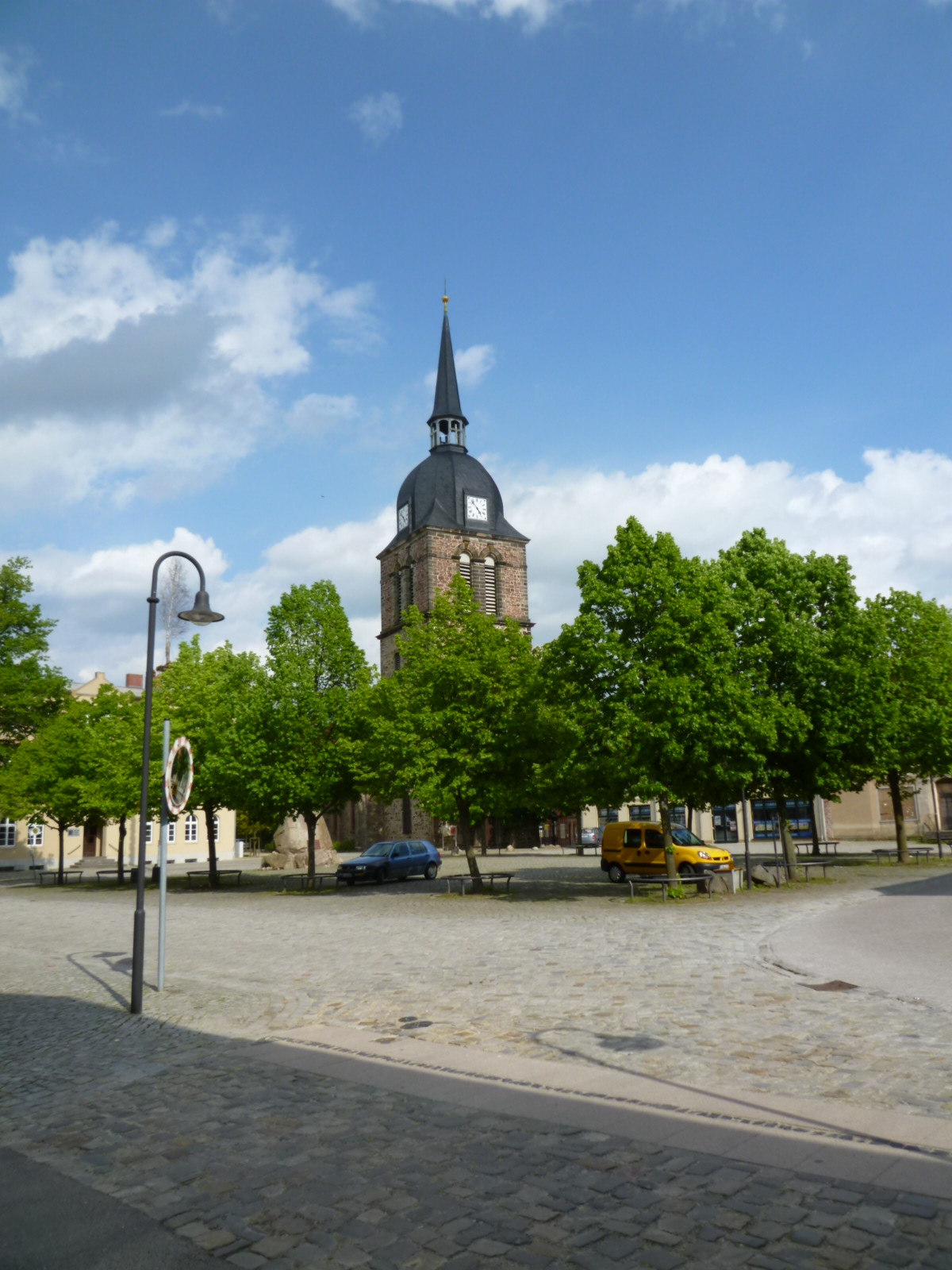
Der Marktplatz heute
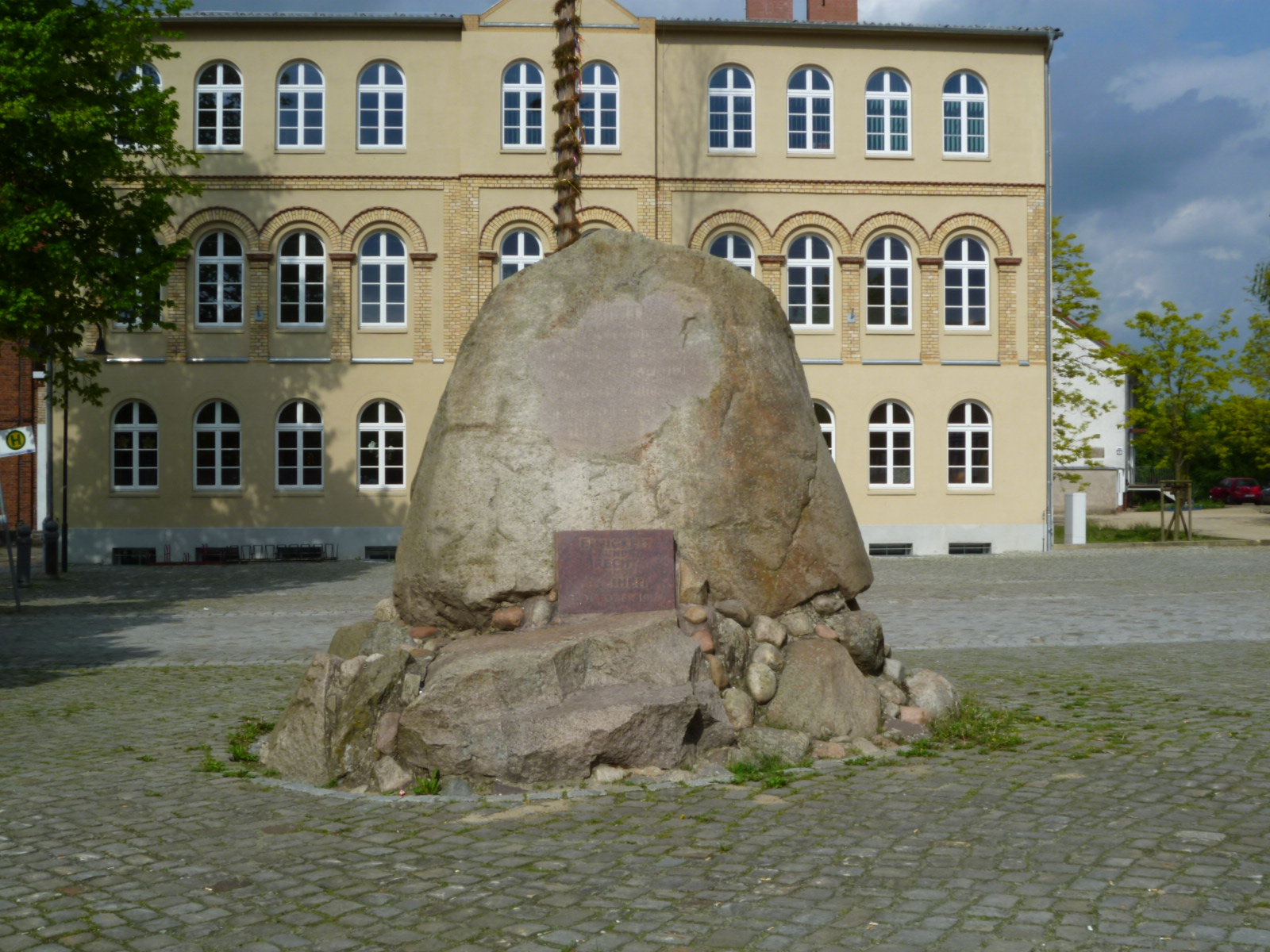
Großer Gedenkstein
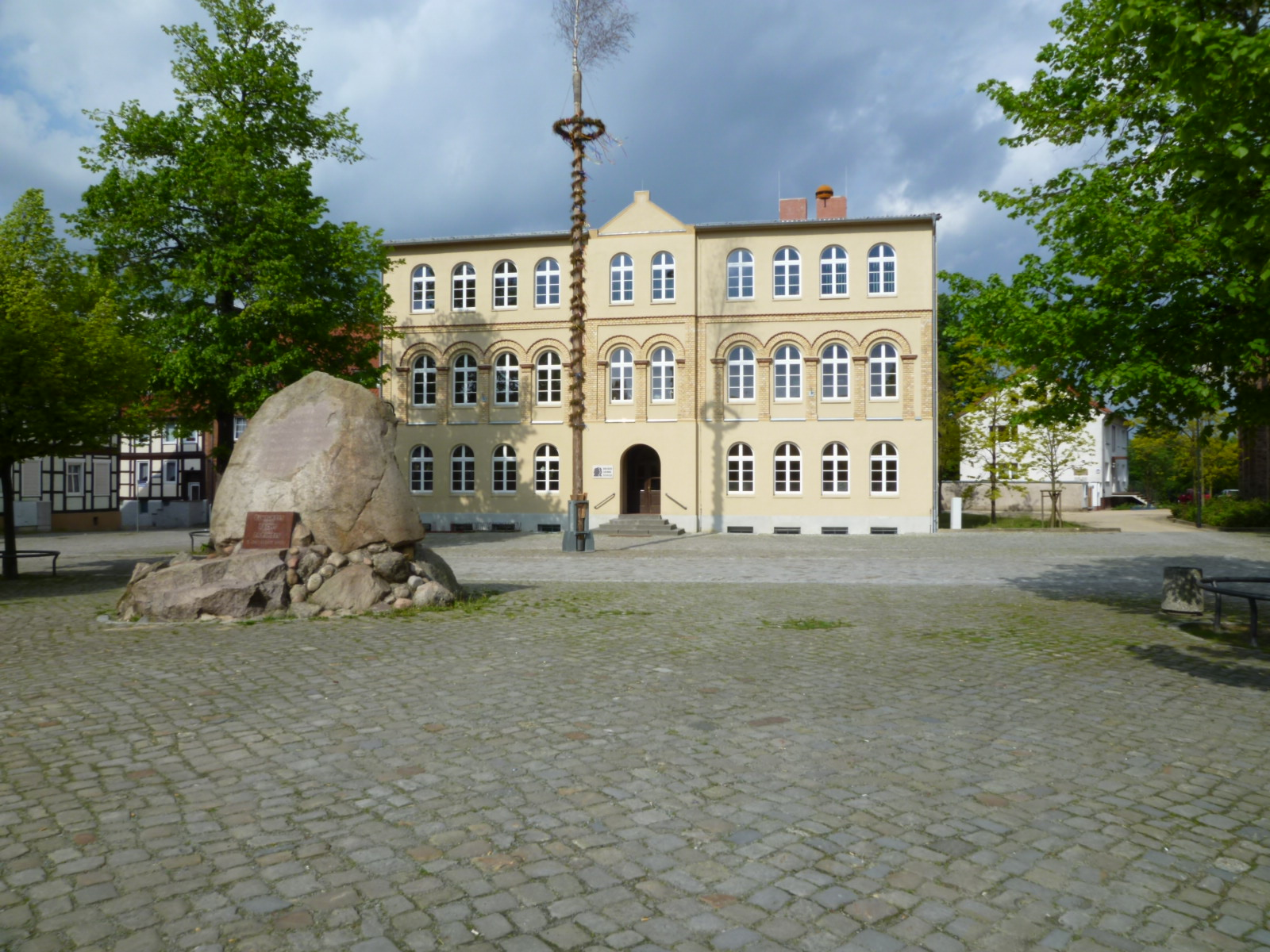
Die Brüder-Grimm-Schule
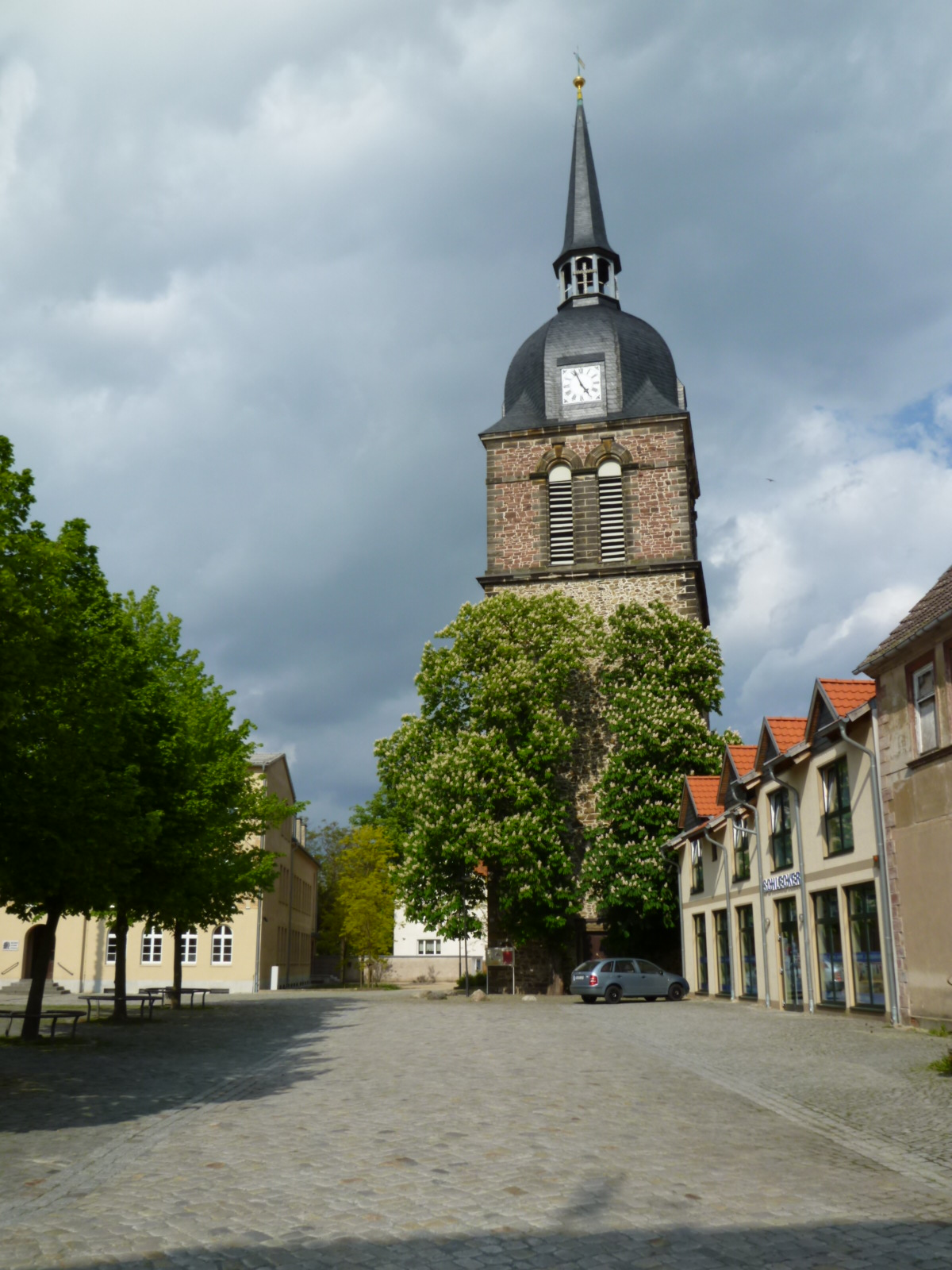
St.-Georg-Kirche
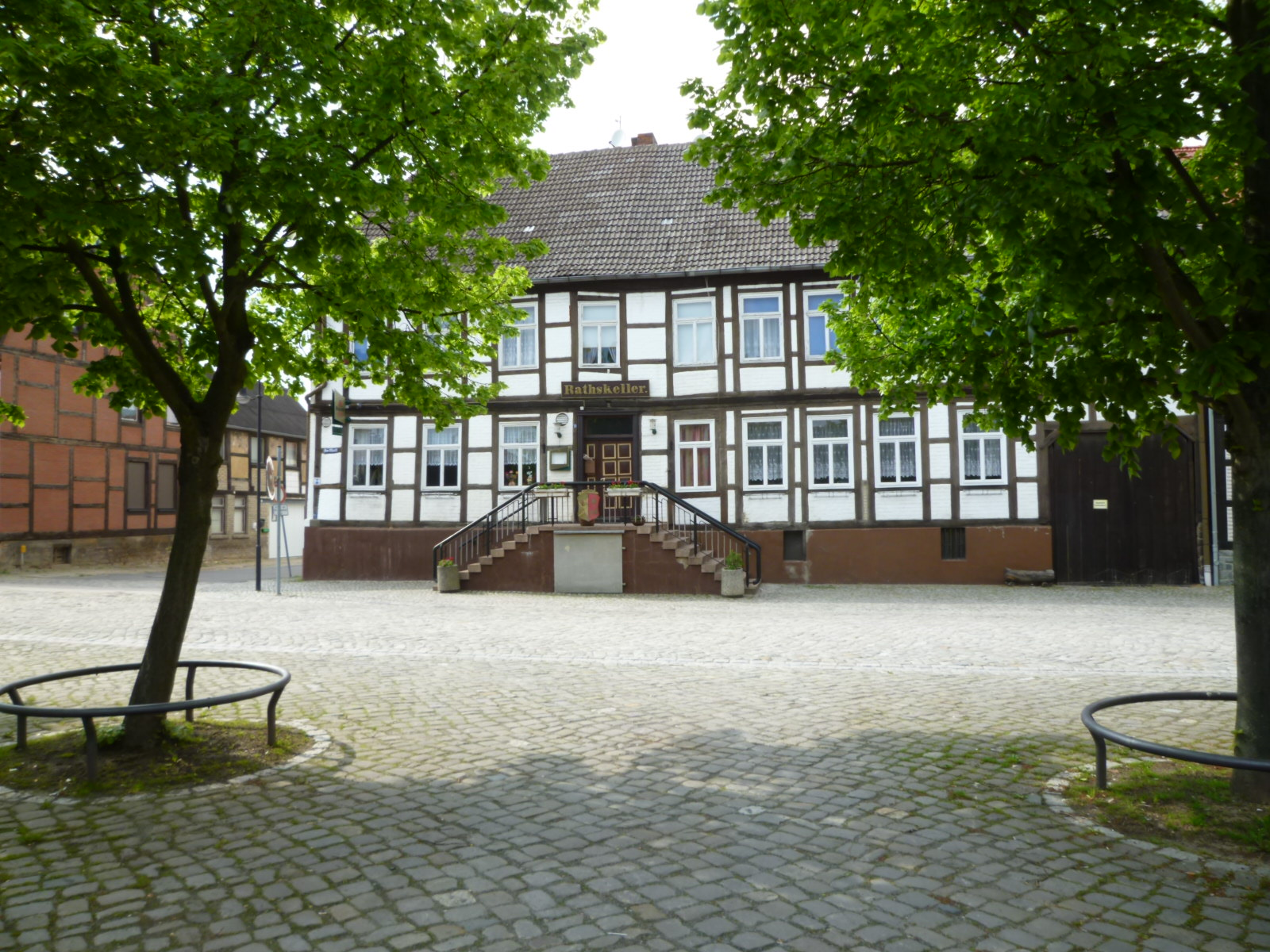
Der Rathskeller
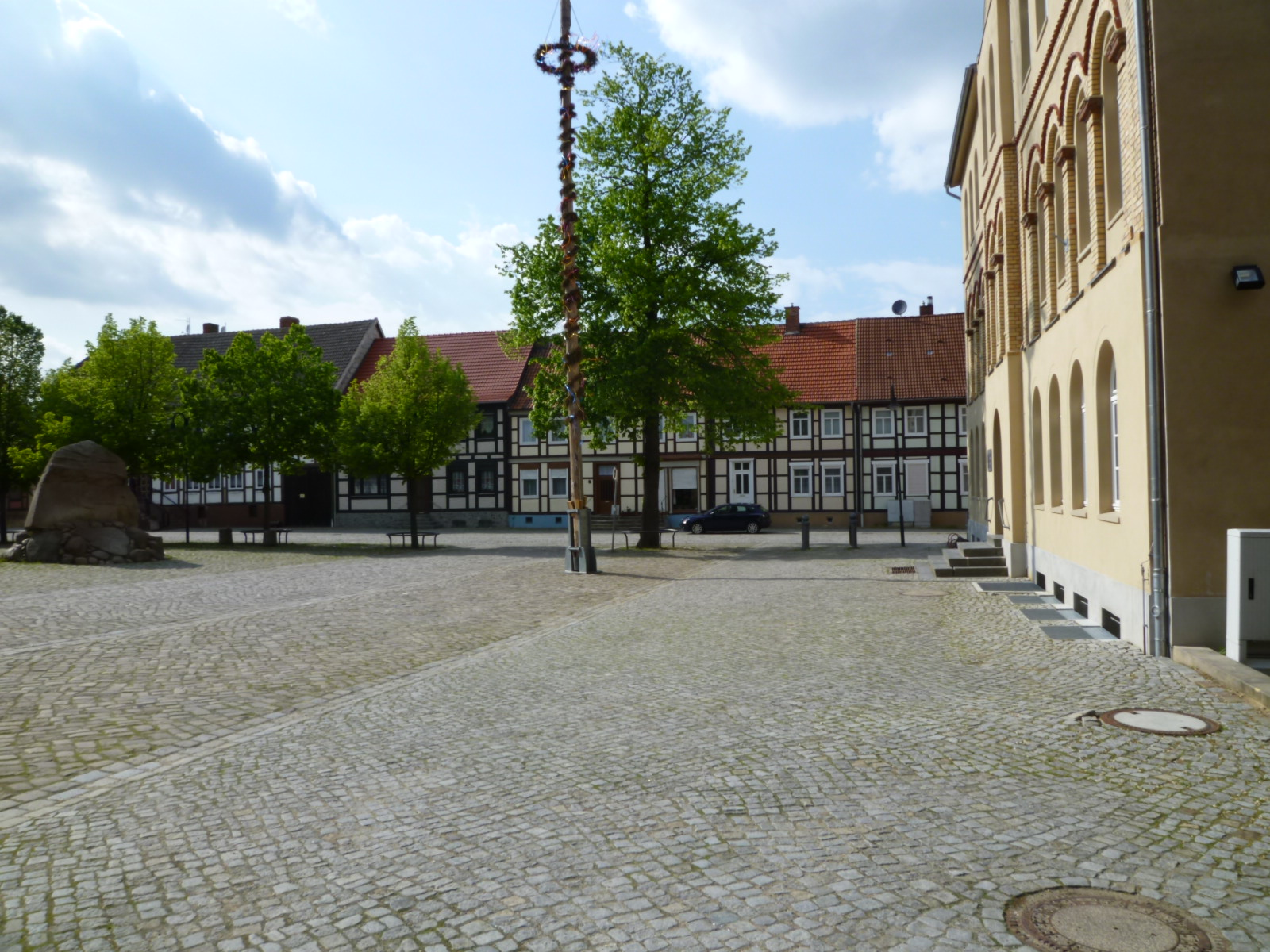
Denkmalgeschützte Fachwerkbauten am Markt
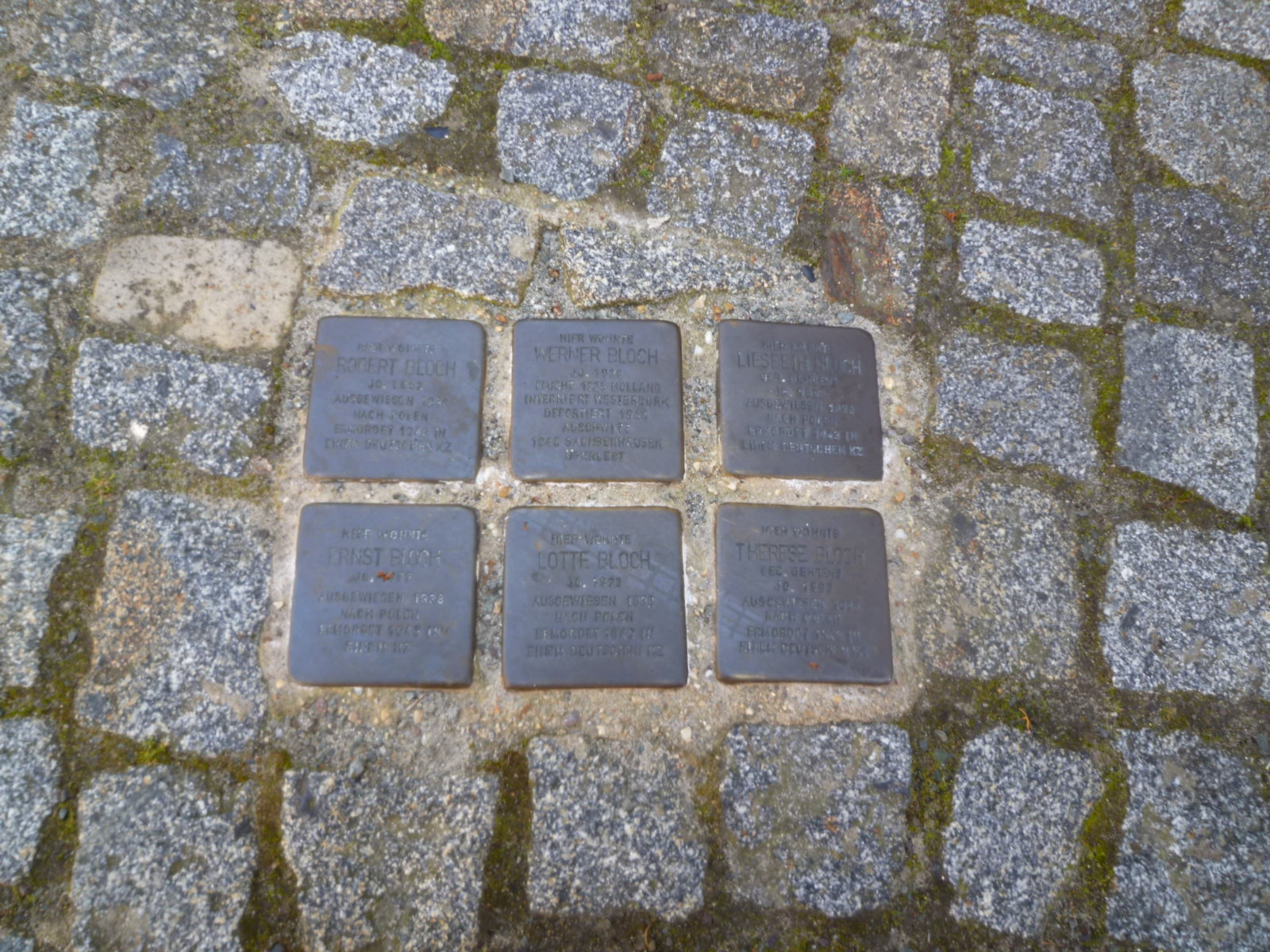
Stolpersteine